# 1494 год в науке

## События
- 12 июня — в Италии вышло первое издание астронома и математика Войцеха из Брудзева «Theoricae novae planetarium» («Теория новых планет»).
- 10 ноября в Венеции математик отец Лука Пачоли опубликовал трактат, в котором, кроме всего прочего, впервые систематически описал так называемую двойную бухгалтерию, тогда она называлась «ведение книг по венецианскому образцу» (Scerittura alla veneziana), принятую до нашего времени

## Родились
См. также: Категория:Родившиеся в 1494 году
- 24 марта — Георг Агрикола (Георг Бауэр), немецкий учёный, минералог и металлург, автор трудов по горному делу и металлургии, историограф (умер в 1555 году).
- 16 сентября — Франческо Мавролико, итальянский математик, физик и астроном (умер в 1575 году).
- 20 декабря — Оронций Финеус, французский математик и картограф (умер в 1555 году).
- Алонсо Альварес де Пинеда, испанский исследователь и картограф (умер в 1519 году).
- Яхья-эфенди, османский учёный, медик, геометр, астроном (умер в 1569 году).

## Скончались
См. также: Категория:Умершие в 1494 году
- 17 ноября — Джованни Пико делла Мирандола, итальянский мыслитель, натурфилософ (род. в 1463 году).
- Николо Барбаро, венецианский писатель, историк и врач (род. в 1420 году).